# 维尔塔宁陨石坑
维尔塔宁陨石坑（Virtanen）是月球背面北半球上一座年轻的大撞击坑，约形成于爱拉托逊纪，其名称取自芬兰化学家、诺贝尔化学奖获得者阿尔图里·伊尔马里·维尔塔宁(1895年-1973年)，1979年被国际天文联合会正式批准接受。

## 描述

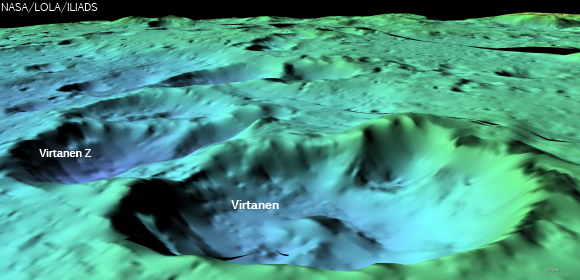
月球勘测轨道飞行器激光高度计测绘的可视化高程图

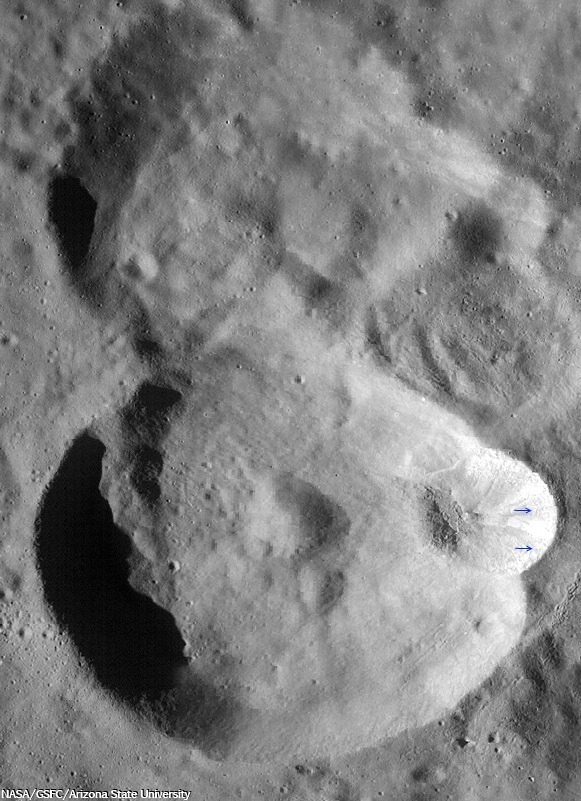
维尔塔宁陨石坑(下)和卫星坑"维尔塔宁 Z"(上)，月球勘测轨道飞行器拍摄。

该陨坑位于弗罗因德利希-沙罗诺夫盆地内，西面邻近安德森环形山；西北偏北坐落着白贝罗环形山；东北是摩尔斯环形山；东南为海福德陨石坑；沙发利克陨石坑和沙罗诺夫环形山分别横亘在南面和西南侧，而奢湖则坐落在它的西北偏北方。该环形山的中心月面坐标为15°38′N 176°44′E / 15.64°N 176.74°E，直径39.7公里，深度2.26公里。
维尔塔宁陨石坑磨损度中等，外观接近圆形。东侧壁上横跨着一座较大的撞击坑，它的射纹系统覆盖了维尔塔宁陨石坑及周边地区，该射纹束有些朦胧，分布不太对称，西侧扩散面更大，中心是一处高反照率区。维尔塔宁陨石坑的坑壁高出周边地形1070米，内部容积1500公里³。坑底中央是一处面积不大的隆起高地。

## 卫星陨石坑

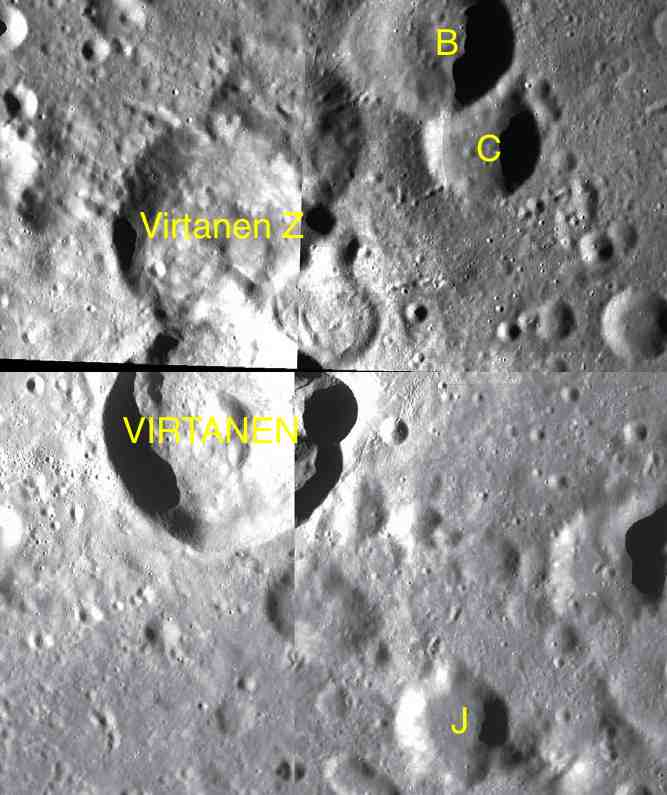
LAC-50和LAC-68拼接图.

按惯例，最靠近维尔塔宁陨石坑的卫星坑在月图上以字母标注在该坑中心点的旁边。
| 维尔塔宁 | 纬度    | 经度     | 直径    |
| -------- | ------- | -------- | ------- |
| B        | 17.8° N | 177.8° E | 24 公里 |
| C        | 17.3° N | 178.2° E | 20 公里 |
| J        | 14.0° N | 177.9° E | 21 公里 |
| Z        | 16.5° N | 176.6° E | 31 公里 |

- 卫星坑"维尔塔宁 Z"约形成于酒海纪[1]。